# Pentacentrus unicolor
Pentacentrus unicolor är en insektsart som beskrevs av Lucien Chopard 1925. Pentacentrus unicolor ingår i släktet Pentacentrus och familjen syrsor. Inga underarter finns listade i Catalogue of Life.